# Вреде, Фабиан
Граф (с 1809) Фабиан Вреде Младший  (швед. Fabian Wrede; 24 ноября 1760, Кунгслена, Скараборг — 16 января 1824, Стокгольм) — шведский фельдмаршал.

## Биография
Фабиан Вреде происходил из шведского баронского рода. Его родителями были шведский генерал барон Фабиан Казимир Вреде (1724—1795) и Катарина Шарлотта, урожденная Флеминг аф Либелитц (1739—1764).
Вреде начал свою военную карьеру в 1770 году в шведской королевской гвардии. В 1775 году стал корнетом конной Лейб-гвардии, а в 1777 году — лейтенантом. В 1778 году Вреде перешел на французскую службу, где пробыл до 1780 года.
Вернувшись на шведскую службу, Вреде сначала работал под руководством графа Густава Филиппа Крейца в шведском посольстве в Париже. В 1781 году он стал камергером королевы Софии Магдаленеъы, в 1782 году — армейским майором и флигель-адъютантом короля. В 1784 году Вреде перешел подполковником в Упландский полк. В 1786 году он стал одним из шести обер-камергеров короля, а в 1788 году стал полковником и полковым командиром того же полка (Упландского). При  назначении генерал-адъютантом короля в 1789 году, он также стал кавалером ордена Меча.
В 1790 году Фабиан Вреде стал канцлером шведских королевских орденов, включая орден Полярной звезды. За этим, в 1795 году, последовало повышение до генерал-майора и получение должности командира Бьернеборгского полка, а в 1796 году — награждение орденом Серафимов. В 1798 году Вреде стал командиром Лейб-егерского полка, а в 1802 году — генерал-инспектором шведской пехоты.
В 1807 году Вреде получил командование Западной дивизией действующей армии в Померанской войне с французами (часть войны Четвёртой коалиции). После боев с французскими войсками Вреде впал в немилость, так как не исполнял в точности приказов короля, и поэтому, на начальном этапе Русско-шведской войны, не участвовал в ней. Однако, 18 марта 1809 года он был назначен командующим Северной армией, и участвовал в оборонительных боях против русской армии весной и летом 1809 года. Хотя война была проиграна, а Швеция по мирному договору утратила всю Финляндию, Вреде за участие в войне получил графский титул и чин генерала от инфантерии.
В 1810 году генерал Вреде отправился в Париж, где должен был, наряду с рядом других лиц, высказать свое мнение по вопросу о пригодности кандидатуры маршала Жана-Батиста Бернадота на роль наследника шведского престола. Вреде решительно поддержал кандидатуру Бернадота, и, вернувшись на родину, выступал в его поддержку перед риксдагом.
В 1810—1811 годах Фабин Вреде стал главой Военной академии в Карлберге, вошел в Государственный совет и стал одним из «первых лордов королевства». В 1812 году он стал государственным канцлером (но, несмотря на это, осенью 1812 года, в знак протеста против правительственного курса, ненадолго выходил в отставку), а в 1816 году — фельдмаршалом.
Хотя блестящая карьера Фабиана Вреде плохо соотносится с его достаточно скромными заслугами в качестве военачальника, фельдмаршал был довольно успешен в деле реформирования шведской армии по французскому образцу, написании и внедрении осовремененных военных руководств, а также сыграл важную роль в том, чтобы утвердить на шведском престоле династию Бернадотов, правящую Швецией по сей день.

## Семья
Фабиан Вреде женился в 1780 году на графине Марии Станиславе Жозефине Спарре (1764—1824), дочери лагерного маршала (бригадира) графа Луи Эрнеста Жозефа Спарре. Этот брак в 1796 году окончился разводом. 
Второй женой Вреде в 1798 году стала Агата Бремер (1774—1810). 
От обоих браков родилось в общей сложности шесть детей. Из них граф Фабиан Эрнст Вреде (1782—1833) и барон Якоб Фабиан Вреде (1802—1893) стали генералами шведской армии.
Вреде был возведен в шведское графское достоинство в 1809 году, причём его графский титул наследовал только старший сын. Последним графом Вреде этой линии был внук фельдмаршала, шведский министр и дипломат Луис Вреде (1816—1901).